# Rubberband (Tate McRae)
Rubberband è un singolo della cantante canadese Tate McRae, pubblicato il 20 gennaio 2021  come terzo estratto dal secondo EP Too Young to Be Sad.

## Video musicale
Il video musicale è stato reso disponibile il 20 gennaio 2021, in concomitanza con l'uscita del brano.

## Tracce
Testi e musiche di Tate McRae, Andrew Goldstein, Jacob Kasher, Natalie Solomon e Victoria Zero.
1. Rubberband – 2:27

## Formazione
- Tate McRae – voce
- Andrew Goldstein – produzione
- Naliya – produzione
- Dave Kutch – mastering
- Jeff Juliano – missaggio

## Classifiche
| Classifica (2021) | Posizione massima |
| ----------------- | ----------------- |
| Canada            | 91                |